# Paulinho (ur. 1988)
Paulinho, właśc. José Paulo Bezerra Maciel Júnior (ur. 25 lipca 1988 w São Paulo) – brazylijski piłkarz, w latach 2006–2024 występujący na pozycji pomocnika. W latach 2011–2018 reprezentant Brazylii. Złoty medalista Pucharu Konfederacji 2013, uczestnik Mistrzostw Świata 2014 i 2018.

## Kariera klubowa
Paulinho rozpoczął swoją karierę w klubie Pão de Açúcar, z którego w 2006 roku trafił do litewskiego FC Vilnius. Po roku odszedł do polskiego ŁKS Łódź, jednak także tutaj grał przez zaledwie jeden sezon. Ówczesny szkoleniowiec łodzian, Marek Chojnacki chciał go zatrzymać u siebie, jednak na skutek braku pieniędzy oraz konfliktu współwłaścicieli klubu, Brazylijczyk opuścił ŁKS. W 2008 roku zdecydował się na powrót do ojczyzny, gdzie najpierw związał się z Pão de Açúcar, później zaś z Bragantino. W 2009 roku zwrócił na siebie uwagę Corinthians Paulista, które ostatecznie zdecydowało się go zatrudnić. 30 maja 2010 Paulinho zdobył swoją pierwszą bramkę w barwach klubu. Stało się to podczas wygranego 4:2 meczu z Santosem FC. W lipcu 2013 został zawodnikiem angielskiego Tottenhamu Hotspur. W czerwcu 2015 przeszedł do chińskiego Guangzhou Evergrande. 14 sierpnia 2017 został piłkarzem FC Barcelony, która zapłaciła za niego 40 milionów euro. 8 lipca 2018 został wypożyczony do chińskiego klubu Guangzhou Evergrande. 1 stycznia 2019 zakończył się okres wypożyczenia. 2 stycznia 2019 został sprzedany do Guangzhou Evergrande za 42 miliony euro.

## Kariera reprezentacyjna
14 września 2011 podczas zremisowanego 0:0 towarzyskiego meczu z Argentyną Paulinho zadebiutował w reprezentacji Brazylii. 20 września 2012, także w meczu z Argentyną, Brazylijczyk zdobył swoją pierwszą bramkę w reprezentacji Brazylii.

## Statystyki kariery
(aktualne na dzień 9 maja 2018)
| Klub                 | Sezon              | Liga                 | Liga  | Liga   | Puchar kraju | Puchar kraju | Puchar ligi | Puchar ligi | Puchar kontynentalny | Puchar kontynentalny | Inne  | Inne   | Suma  | Suma   |
| Klub                 | Sezon              | Liga                 | Mecze | Bramki | Mecze        | Bramki       | Mecze       | Bramki      | Mecze                | Bramki               | Mecze | Bramki | Mecze | Bramki |
| -------------------- | ------------------ | -------------------- | ----- | ------ | ------------ | ------------ | ----------- | ----------- | -------------------- | -------------------- | ----- | ------ | ----- | ------ |
| FC Vilnius           | 2006               | A lyga               | 17    | 2      | 0            | 0            | –           | –           | –                    | –                    | –     | –      | 17    | 2      |
| FC Vilnius           | 2007               | A lyga               | 21    | 3      | 0            | 0            | –           | –           | –                    | –                    | –     | –      | 21    | 3      |
| FC Vilnius           | Razem              | Razem                | 38    | 5      | 0            | 0            | -           | -           | -                    | -                    | -     | -      | 38    | 5      |
| ŁKS Łódź             | 2007/08            | I liga               | 17    | 0      | 1            | 1            | 4           | 0           | –                    | –                    | –     | –      | 22    | 1      |
| ŁKS Łódź             | Razem              | Razem                | 17    | 0      | 1            | 1            | 4           | 0           | -                    | -                    | -     | -      | 22    | 1      |
| Bragantino           | 2009               | Série B              | 28    | 6      | 0            | 0            | –           | –           | –                    | –                    | –     | –      | 28    | 6      |
| Bragantino           | Razem              | Razem                | 28    | 6      | 0            | 0            | -           | -           | -                    | -                    | -     | -      | 22    | 1      |
| Corinthians Paulista | 2010               | Série A              | 27    | 4      | 0            | 0            | –           | –           | 1                    | 0                    | –     | –      | 28    | 4      |
| Corinthians Paulista | 2011               | Série A              | 35    | 8      | 0            | 0            | –           | –           | 1                    | 0                    | –     | –      | 36    | 8      |
| Corinthians Paulista | 2012               | Série A              | 23    | 7      | 0            | 0            | –           | –           | 14                   | 3                    | 2     | 0      | 39    | 10     |
| Corinthians Paulista | 2013               | Série A              | 1     | 1      | 0            | 0            | –           | –           | 8                    | 2                    | –     | –      | 9     | 3      |
| Corinthians Paulista | Razem              | Razem                | 86    | 20     | 0            | 0            | -           | -           | 24                   | 5                    | 2     | 0      | 112   | 25     |
| Tottenham Hotspur    | 2013/14            | Premier League       | 30    | 6      | 0            | 0            | 2           | 1           | 5                    | 1                    | –     | –      | 37    | 8      |
| Tottenham Hotspur    | 2014/15            | Premier League       | 15    | 0      | 3            | 0            | 4           | 0           | 7                    | 0                    | –     | –      | 28    | 0      |
| Tottenham Hotspur    | Razem              | Razem                | 45    | 6      | 3            | 0            | 6           | 1           | 12                   | 1                    | -     | -      | 65    | 8      |
| Guangzhou Evergrande | 2015               | Chinese Super League | 13    | 6      | 0            | 0            | –           | –           | 6                    | 1                    | 3     | 2      | 22    | 9      |
| Guangzhou Evergrande | 2016               | Chinese Super League | 30    | 8      | 8            | 3            | –           | –           | 5                    | 0                    | 1     | 0      | 44    | 11     |
| Guangzhou Evergrande | 2017               | Chinese Super League | 20    | 7      | 0            | 0            | –           | –           | 8                    | 5                    | 1     | 0      | 29    | 12     |
| Guangzhou Evergrande | Razem              | Razem                | 63    | 21     | 8            | 3            | -           | -           | 19                   | 6                    | 5     | 2      | 95    | 32     |
| FC Barcelona         | 2017/18            | Primera División     | 34    | 9      | 6            | 0            | –           | –           | 9                    | 0                    | 0     | 0      | 49    | 9      |
| FC Barcelona         | Razem              | Razem                | 34    | 9      | 6            | 0            | -           | -           | 9                    | 0                    | 0     | 0      | 49    | 9      |
| Ogólnie w karierze   | Ogólnie w karierze | Ogólnie w karierze   | 311   | 67     | 17           | 4            | 10          | 1           | 64                   | 12                   | 7     | 2      | 409   | 86     |

## Sukcesy

### Corinthians
- Mistrzostwo Brazylii: 2011
- Campeonato Paulista: 2013
- Copa Libertadores: 2012
- Klubowe mistrzostwa świata: 2012

### Guangzhou Evergrande
- Mistrzostwo Chin: 2015, 2016, 2019
- Puchar Chin: 2016
- Superpuchar Chin: 2016, 2017
- Azjatycka Liga Mistrzów: 2015

### FC Barcelona
- Mistrzostwo Hiszpanii: 2017/2018
- Puchar Króla: 2017/2018

### Reprezentacyjne
- Superclásico de las Américas: 2011, 2012
- Puchar Konfederacji: 2013

### Wyróżnienia
- Bola de Prata: 2011, 2012[4]
- Brązowa piłka Pucharu Konfederacji: 2013[5]
- Drużyna turnieju Pucharu Konfederacji: 2013
- Najlepszy piłkarz Chinese Super League: 2019
- Drużyna sezonu Série A: 2011[6], 2012[7]
- Drużyna sezonu Chinese Super League: 2016, 2018, 2019